# Gunung Meulinteueng (bergstopp)
Gunung Meulinteueng är en bergstopp i Indonesien.   Den ligger i provinsen Aceh, i den västra delen av landet, 1 700 km nordväst om huvudstaden Jakarta. Toppen på Gunung Meulinteueng är 365 meter över havet, eller 256 meter över den omgivande terrängen. Bredden vid basen är 10,3 km.
Terrängen runt Gunung Meulinteueng är huvudsakligen lite kuperad.Runt Gunung Meulinteueng är det ganska glesbefolkat, med 47 invånare per kvadratkilometer. Närmaste större samhälle är Bireun, 13,1 km nordost om Gunung Meulinteueng. I omgivningarna runt Gunung Meulinteueng växer i huvudsak städsegrön lövskog.